# Ferskeytt
Ferskeytt (del nórdico antiguo: métrica cuadrada) fue una forma métrica de composición, de las más antiguas en la poesía escáldica, que se conservan algunos poemas en Skálholtsbók y aparece como la forma más frecuente de composición. Se compone de cuatro estrofas (cuarteto) en rima 'abab', siempre la rima 'a' en masculino, y 'b' en femenino. La primera y tercera líneas tiene siete sílabas, la segunda y la cuarta, seis. La primera línea también solía tener una aliteración en dos palabras y la segunda línea, en una palabra.